# NGC 4717
NGC 4717 ist eine Balken-Spiralgalaxie vom Hubble-Typ SBa im Sternbild Jungfrau auf der Ekliptik. Sie ist rund 204 Millionen Lichtjahre von der Milchstraße entfernt und hat einen Durchmesser von etwa 85.000 Lichtjahren. 
Die Galaxie besitzt zwei auffallend auseinandergezogene Spiralarme, deshalb wird angenommen, dass sie mit ihren Nachbarn NGC 4716 und PGC 43465 ein wechselwirkendes Galaxientrio bildet. Gemeinsam mit drei weiteren Galaxien bildet sie die NGC 4760-Gruppe (LGG 312).
Im selben Himmelsareal befinden sich u. a. die Galaxien NGC 4703, NGC 4764, NGC 4759, IC 3826.
Das Objekt wurde am 12. April 1882 von Wilhelm Tempel entdeckt.